# Jordany Valdespin
Jordany Valdespin (San Pedro de Macorís, 23 dicembre 1987) è un giocatore di baseball dominicano.

## Minor League
Valdespin firmò come free agent amatoriale nel 2007 con i New York Mets. Nello stesso anno iniziò nella Dominican Summer League rookie con i DSL Mets, finì con .245 alla battuta, 16 RBI e 23 punti (run in inglese) in 43 partite. Nel 2008 passò nella Gulf Coast League rookie con i GCL Mets, chiuse con .284 alla battuta, 22 RBI e 23 punti in 34 partite.
Nel 2009 con i GCL Mets chiuse con .174 alla battuta in 6 partite, poi passò nella New York-Penn League singolo A breve stagione con i Brooklyn Cyclones, chiuse con .279 alla battuta, 5 RBI e 10 punti in 18 partite, infine passò nella South Atlantic League singolo A con i Savannah Sand Gnats, finendo con .322 alla battuta, 18 RBI e 30 punti in 39 partite. Nel 2010 passò nella Florida State League singolo A avanzato con i St. Lucie Mets, finì con .289 alla battuta, 33 RBI e 40 punti in 65 partite, per poi passare nella Eastern League doppio A con i Binghamton Mets, finendo con .232 alla battuta, 8 RBI e 8 punti in 28 partite.
Nel 2011 chiuse con .297 alla battuta, 51 RBI e 62 punti in 107 partite Successivamente passò nella International League triplo A con i Buffalo Bisons, finendo .280 alla battuta, 9 RBI e 7 punti in 27 partite. Nel 2012 finì con .285 alla battuta, 23 RBI e 22 punti in 39 partite.
Nel 2013 giocò nella Pacific Coast League triplo A con i Las Vegas 51s finendo con .466 alla battuta, 24 RBI e 14 punti in 16 partite.

## Major League

### New York Mets (2012-2013)
Debuttò nella MLB il 23 aprile 2012 contro i San Francisco Giants, il 7 maggio realizzò nel 9º inning il suo primo fuoricampo come pinch hitter contro Jonathan Papelbon dei Philadelphia Phillies, mentre il 24 luglio contro Ryan Mattheus dei Washington Nationals entrò nella storia dei Mets come il miglior pinch hitter a realizzare più fuoricampo in una singola stagione. Il 26 agosto venne assegnato ai Buffalo Bisons, ma già il 4 settembre venne richiamato in prima squadra. Chiuse la stagione con .241 alla battuta, 26 RBI, 28 punti, 82 eliminazioni di cui 11 doppie, 25 assist e 3 errori da interbase in 94 partite di cui 32 da partente.
Il 3 marzo 2013 firmò un contratto annuale del valore di 496.645 di dollari. Il 24 aprile nel decimo inning realizzò un fuoricampo decisivo con tutte le basi piene (in inglese walk off grand slam). Il 14 venne assegnato ai Las Vegas 51s per dar spazio al lanciatore di rilievo Scott Atchison. Il 5 agosto venne sospeso per 50 partite per uso illecito di sostanze non regolamentari. Il 24 settembre terminò la sua sospensione e venne reinserito nei 51s. Chiuse la stagione con .188 alla battuta, 16 RBI, 16 punti, 48 eliminazioni di cui 4 doppie, 25 assist, un errore da seconda base e uno da esterno sinistro in 66 partite di cui 25 da partente.

## Vittorie e premi
- Mid-Season All-Star della Eastern League (2011)
- Giocatore della settimana della Pacific Coast League (20/07/2013)
- Arizona Fall League Rising Stars (2010)

## Record
- (5 fuoricampo in una singola stagione), 1º nella storia dei Mets a realizzarli come pinch hitter.